# 美魏茶
美魏茶（William Charles Milne，1815年4月22日—1863年5月15日），伦敦会来华传教士。他是传教士米怜的儿子。

## 生平
1815年4月22日出生于广州航行至马六甲的轮船上，是双胞胎之一。1817年9月3日，美魏茶2岁，第一次随父母来到中国，第二年返回马六甲。美魏茶4岁时，丧母。1822年，父亲米怜逝世后，美魏茶返回英国，在阿伯丁郡马修神学院学习，获得文凭。1839年成为传教士，入伦敦会，被派往中国。7月19日，随同理雅各、合信医生启程前往中国，12月28日抵达澳门，入住马礼逊主办的教育协会。1941年，美魏茶和其他传教士到香港考察建立传教中心事宜。同年4至9月，他代理教育协会的学校和图书馆。1842年前往宁波、舟山考察，并在舟山住到年底。1843年8月到香港参加传教士会议，25日他和麦都思、马儒翰组成圣经翻译委员会。10月下旬从澳门乘船回英国结婚。1846年11月26日抵达上海，出任上海圣经翻译委员会的宁波代表。1850年7月，圣经翻译委员会完成新约的翻译，他继任为旧约翻译委员会会员，1856年旧约的翻译完成。1854年因健康欠佳，返回英国。1856年回中国，出任福州领事馆翻译官。1861年美魏茶到北京，为刚成立不久的英国大使馆中的翻译员担任教师。1863年5月15日因中风去世，葬于北京安定门外俄罗斯墓地。

## 著作
- 《路加福音书使徒行传》1845 伦敦
- 《马太福音书》1848 上海